# ایلیاکشیده
ایلیاکشیده (انگلیسی: Ilyakshide) یک شهرک در شهرستان ایلیشفسکی استان باشقیرستان کشور روسیه است.